# Diezani Alison-Madueke
Diezani K. Alison-Madueke, née le 6 décembre 1960, est une femme politique nigériane.

## Biographie
En 2014, elle devient la première femme présidente de l'Organisation des pays exportateurs de pétrole ; elle quitte son poste en 2015. Elle est ministre des Transports entre 2007 et 2008, ministre des Mines entre 2008 et 2010 puis ministre du Pétrole entre 2010 et 2015. En avril 2016, elle est accusée d'avoir donné plusieurs millions de dollars à des membres de la commission électorale pour influencer le résultat de l'élection présidentielle de 2015. Le 11 mai 2021, 153 millions de dollars (140 millions d’euros) ont été saisis à Diezani Alison-Madueke. Et 80 de ses maisons aussi.